# Ramana Maharši
Ramana Maharši /ˈrʌmənə ˈməhʌrʃi/ (30. decembar 1879 – 14. april 1950) bio je indijski mudrac i jivanmukta (oslobođeno biće). On je rođen kao Venkataraman Ijer, ali je poznatiji po imenu Bagavan Sri Ramana Maharši.
On je rođen je u sadašnjem Tiručuliju, Tamil Nadu, Indija. Godine 1895. u njemu se probudila privlačnost prema svetom brdu Arunačala i 63 Najanmara se probudilo u njemu, a 1896. godine, u svojoj 16 godini, imao je „iskustvo smrti” kad je postao svestan „struje” ili „sile” (avesam) koju je prepoznao kao svoje istinsko „ja” ili „biće”, i koju je kasnije identifikovao sa „lični Bog, ili Isvara”, tj. Šiva. To je rezultiralo stanjem koje je kasnije opisao kao „stanje uma Isvare ili jnani”. Šest nedelja kasnije napustio je kuću svog ujaka u Maduraju i putovao do svete planine Arunačala, u Tiruvannamalaj, gde je preuzeo ulogu sanjasina (iako nije formalno iniciran), i ostao je tu do kraja života.
Ubrzo je privukao bakte koji su ga smatrali avatarom i koji su dolazili kod njega za daršan („vid Božji”), a u kasnijim godinama oko njega je rastao ašram, gde su posetioci dobijali upadesa („duhovno poučavanje”) putem tihog sedenja u njegovoj blizini postavljajući pitanja. Od tridesetih godina prošlog veka njegovo učenje je popularizovano na Zapadu, što je rezultiralo svetskim priznanjem kao prosvetljenog bića.
Ramana Maharši je odobrio brojne staze i prakse, ali je preporučio samoispitivanje kao glavno sredstvo za uklanjanje neznanja i povinovanja samosvesti, zajedno sa bakti (predanošću) ili predajom sebi.

## Radovi

### Književno delo
- Gambhiram Sheshayya, Vichāra Sangraham, "Self-Enquiry". Answers to questions, compiled in 1901, published in dialogue-form, republished as essay in 1939 as A Cathechism of Enquiry. Also published in 1944 in Heinrich Zimmer's Der Weg zum Selbst.[11]
- Sivaprakasam Oillai, Nān Yār?, "Who am I?". Answers to questions, compiled in 1902, first published in 1923.[11][web 3]
- Five Hymns to Arunachala:
  - Akshara Mana Malai, "The Marital Garland of Letters". In 1914, at the request of a devotee, Ramana wrote Akshara Mana Malai for his devotees to sing while on their rounds for alms. It's a hymn in praise of Shiva, manifest as the mountain Arunachala. The hymn consists of 108 stanzas composed in poetic Tamil.[web 4]
  - Navamani Mālai, "The Necklet of Nine Gems".
  - Arunāchala Patikam, "Eleven Verses to Sri Arunachala".
  - Arunāchala Ashtakam, "Eight Stanzas to Sri Arunachala".
  - Arunāchala Pañcharatna, "Five Stanzas to Sri Arunachala".
- Sri Muruganar and Sri Ramana Maharshi, Upadesha Sāra (Upadesha Undiyar), "The Essence of Instruction". In 1927 Muruganar started a poem on the Gods, but asked Ramana to write thirty verses on upadesha, "teaching" or "instruction".[12]
- Ramana Maharshi, Ulladu narpadu, "Forty Verses on Reality". Written in 1928.[13] First English translation and commentary by S.S. Cohen in 1931.
- Ullada Nārpadu Anubandham, "Reality in Forty Verses: Supplement". Forty stanzas, fifteen of which are being written by Ramana. The other twenty-five are translations of various Sanskrit-texts.[14]
- Sri Muruganar and Sri Ramana Maharshi (1930s), Ramana Puranam.[web 5]
- Ekātma Pañchakam, "Five Verses on the Self". Written in 1947, at the request of a female devotee.[15]

### Snimljeni razgovori
Several collections of recorded talks, in which Sri Ramana used Tamil, Telugu and Malayalam, have been published. Those are based on written transcripts, which were "hurriedly written down in English by his official interpreters".
- Sri Natanananda, Upadesa Manjari, "Origin of Spiritual Instruction". Recordings of dialogues between Sri Ramana and devotees. First published in English in 1939 as A Catechism of Instruction.[web 6]
- Munagala Venkatramaiah, Talks with Sri Ramana. Talks recorded between 1935 and 1939. Various editions:
  - Print: Venkatramaiah, Munagala (2000), Talks With Sri Ramana Maharshi: On Realizing Abiding Peace and Happiness, Inner Directions, ISBN 1-878019-00-7
  - Online: Venkatramaiah, Munagala (2000), Talks with Sri Ramana. Three volumes in one. Extract version (PDF), Tiruvannamalai: Sriramanasasram, Архивирано из оригинала (PDF) 08. 08. 2016. г., Приступљено 11. 11. 2019
  - Venkataramiah, Muranagala (2006), Talks With Sri Ramana Maharshi (PDF), Sri Ramanasramam, Архивирано из оригинала (PDF) 05. 07. 2010. г., Приступљено 11. 11. 2019
- Brunton, Paul; Venkataramiah, Munagala (1984), Conscious Immortality: Conversations with Sri Ramana Maharshi, Sri Ramanasramam
- Devaraja Mudaliar, A. (2002), Day by Day with Bhagavan. From a Diary of A. DEVARAJA MUDALIAR. (Covering March 16, 1945 to January 4, 1947) (PDF), ISBN 81-88018-82-1, Архивирано из оригинала (PDF) 19. 11. 2012. г. Talks recorded between 1945 and 1947.
- Natarajan, A. R. (1992), A Practical Guide to Know Yourself: Conversations with Sri Ramana Maharshi, Ramana Maharshi Centre for Learning, ISBN 81-85378-09-6

### Sećanja
- Frank Hamfris, britanski policajac stationiran u Indiji, posetio je Ramana Maharšija 1911. godine i pisao je članke o njemu, koji su bili prvo objavljeni u časopisu The International Psychic Gazette 1913. godine.[16][note 4]
- Paul Brunton (1935), A Search in Secret India. This book introduced Ramana Maharshi to a western audience.[17]
- Cohen, S.S. (2003). Guru Ramana. Sri Ramanashram. First published 1956.
- Chadwick, Major A. W. (1961). A Sadhu's Reminiscences of Ramana Maharshi (PDF). Sri Ramanashram. Архивирано из оригинала (PDF) 16. 05. 2018. г. Приступљено 11. 11. 2019.
- Nagamma, Suri (1973). Letters from Ramanasram by Suri Nagamma. Tiruvannamalai: Sriramanasasram. Архивирано из оригинала 30. 10. 2019. г. Приступљено 11. 11. 2019.
- Kunjuswami, Living with the Master. Recordings of Kunjuswami's experiences with Ramana Maharshi from 1920 on.[web 7]  81-88018-99-6
- G. V. Subbaramayya, Sri Ramana Reminiscences. "The account covers the years between 1933 and 1950".[web 8]

## Napomene
1. ↑  Bagavan znači Bog, Sri je počasna titula, Ramana je kratka forma imena Venkataraman, i Maharši znači 'veliki vidovnjak' u sanskritu. To ime mu je dao 1907. jedan od njegovih prvih posvećenika, Ganapati Muni.
2. ↑  Hajnrih Cimer koristi izraz „intuicija prosvetljenih”. Ramana, kako je citirao Cimer: „Kada sam kasnije u Tiruvanamalaju slušao kako se čita Ribu Gita i takvi sveti tekstovi, shvatio sam te stvari i otkrio da su te knjige nazvale i analizirale, ono što sam pre toga nehotice osetio, a da nisam bio u mogućnosti da to imenujem ili analiziram. U jeziku ovih knjiga mogao bih označiti stanje u kome sam našao sebe nakon buđenja kao 'očišćeno razumevanje' (šudam manas) ili „Uvid” (Vijnana): kao intuicija prosvetljenih”.[6]
3. ↑  David Godman: "Because some of the interpreters were not completely fluent in English some of the transcriptions were either ungrammatical or written in a kind of stilted English which occasionally makes Sri Ramana sound like a pompous Victorian."[3]
4. ↑  See Frank H. Humphreys, Glimpses of the Life and Teachings of Bhagavan Sri Ramana Maharshi for Humphreys writings on Ramana Maharshi.

1. 1 2 3  David godman (7 May 2008), Bhagavan's death experience, The Mountain Path, 1981, pp. 67–69
2. 1 2  David Godman, The unity of surrender and Self-enquiry
3. ↑  Who am I? – pdf
4. ↑  Self Inquiry (19. 6. 2012). „Sri Ramana Maharshi's Aksharamanamalai.m4v”. YouTube. Приступљено 4. 8. 2012.
5. ↑  Ramana Puranam
6. ↑  Society of Abidance in Truth, Origin of Spiritual Instruction
7. ↑  „Veda Yoga Books, Living with the Master”. Архивирано из оригинала 04. 03. 2016. г. Приступљено 11. 11. 2019.
8. ↑  „sriramanamaharshi.org, Sri Ramana Reminiscences”. Архивирано из оригинала 04. 03. 2016. г. Приступљено 11. 11. 2019.

## Literatura
- Arulsamy, S. (1987), Saivism – A Perspective of Grace, New Delhi: Sterling Publishers Private Limited
- Brunton, Paul (1994), A Search in Secret India, York Beach, Maine: Samuel Weiser, Inc.
- Chapple, Christopher (1984), Introduction to "The Concise Yoga Vasistha", State University of New York
- Cohen, S.S. (1980), Memoirs and Notes, Tiruvannamalai: Sri Ramanasramam
- Cornille, Catherine (1992), The Guru in Indian Catholicism: Ambiguity Or Opportunity of Inculturation, Wm. B. Eerdmans Publishing
- Coomaraswamy, Rama P. (2004), The Essential Ananda K. Coomaraswamy, World Wisdom, Inc
- Dalal, Roshen (2011), Hinduism: An Alphabetical Guide, Penguin Books India
- Dallapiccola, Anna (2002), Dictionary of Hindu Lore and Legend, ISBN 0-500-51088-1
- Davis, Leesa S. (2010), Advaita vedanta and Zen Buddhism. Deconstructive Modes of Spiritual Inquiry, Routledge
- Deutsch, Elliott (2006), „Foreword”, Timeless in Time: Sri Ramana Maharshi (PDF), World Wisdom
- Ebert, Gabriele (2006), Ramana Maharshi: His Life, Lulu.com
- Editor unknown (1988), The Spiritual Teaching of Ramana Maharshi, Shambhala, ISBN 0-87773-024-5
- Edwards, Alan (2012), Ramana Maharshi and the Colonial Encounter. Master Thesis, Victoria University of Wellington (PDF)
- Fields, Rick (1992), How The Swans Came to the Lake. A Narrative History of Buddhism in America, Shambhala
- Flood, Gavin D. (2011), „Miracles in Hinduism”,  Ур.: Twelftree, Graham H., The Cambridge Companion to Miracles, Cambridge University Press
- Forman, Robert (1999), Mysticism, Mind, Consciousness, SUNY Press
- Forsthoefel, Thomas A. (2005), The Perennial Appeal of Ramana Maharshi. In: Thomas A. Forsthoefel, Cynthia Ann Humes (2005), Gurus In America, SUNY Press
- Fort, Andrew O. (1998), Jivanmukti in Transformation: Embodied Liberation in Advaita and Neo-Vedanta, SUNY Press
- Frawley, David (1996), Tantric Yoga and the Wisdom Goddesses: Spiritual Secrets of Ayurveda, Motilal Banarsidass Publ.
- Frawley, David (2000), Vedantic Meditation: Lighting the Flame of Awareness, North Atlantic Books
- Ganesan, V., Ramana Periya Puranam, Sri Ramanasraman
- Ganesan, V. (1993), The Mountain Path – Silence is the Ultimate Reality, 1993, June, Aradhana Issue, 30  (1–2):[[Категорија:Cite journal]] (PDF), Tiruvannamalai, India: T. N. Venkataraman, Sri Ramana Ashram, Архивирано из оригинала (PDF) 08. 10. 2023. г., Приступљено 11. 11. 2019 Сукоб URL—викивеза (помоћ)
- Gilchrist, Cherry (1996), Theosophy. The Wisdom of the Ages, HarperSanFrancisco
- Godman, David (1985), Be As You Are (PDF), Penguin, ISBN 0-14-019062-7, Архивирано из оригинала (PDF) 29. 12. 2013. г.
- Godman, David (1994), Living by the Words of Bhagavan, Tiruvannamalai: Sri Annamalai Swami Ashram Trust
- Godman, David (1998), Living by the Words of Bhagavan, Tiruvannamalai: Annamalai Swami Ashram
- Godman, David (2000), The Power of the Presence – Part One
- Gombrich, Richard (1996), Theravada Buddhism. A Social History From Ancient Benares to Modern Colombo, Routledge
- Hinduism Today (2007), What Is Hinduism?: Modern Adventures into a Profound Global Faith, Himalayan Academy Publications
- Johnson, K. Paul (1994), The masters revealed: Madam Blavatsky and the myth of the Great White Lodge, SUNY Press, ISBN 0-7914-2063-9
- Jung, C.G. (1948), De betekenis van de Indische Heilige. In: Heinrich Zimmer, "De weg tot het zelf", 's-Graveland: Uitgeverij De Driehoek
- King, Richard (1999), Orientalism and Religion: Post-Colonial Theory, India and "The Mystic East", Routledge
- Bhikshu, Krishna (2004) [1936], Sri Ramana Leela, Sri Ramanasramam
- Lavoie, Jeffrey D. (2012), The Theosophical Society: The History of a Spiritualist Movement, Universal-Publishers
- Lucas, Phillip Charles (novembar 2011), „When a Movement Is Not a Movement. Ramana Maharshi and Neo-Advaita in North America”, Nova Religio: The Journal of Alternative and Emergent Religions, 15 (2): 93—114, JSTOR 10.1525/nr.2011.15.2.93
- Lucas, Phillip Charles (2014), „Non-Traditional Modern Advaita Gurus in the West and Their Traditional Modern Advaita Critics”, Nova Religio: The Journal of Alternative and Emergent Religions, 17 (3): 6—37, doi:10.1525/nr.2014.17.3.6
- Maehle, Gregor (2007), Ashtanga Yoga: Practice and Philosophy, New World Library
- McMahan, David L. (2008), The Making of Buddhist Modernism, Oxford University Press, ISBN 9780195183276
- Michaels, Axel (2004), Hinduism. Past and present, Princeton, New Jersey: Princeton University Press
- Mukerji, Mādhava Bithika (1983), Neo-Vedanta and Modernity, Ashutosh Prakashan Sansthan
- Narasimha, Swami (1993), Self Realisation: The Life and Teachings of Sri Ramana Maharshi, Sri Ramanasraman
- Natarajan, A. R. (2006), Timeless in Time: Sri Ramana Maharshi, World Wisdom
- Osborne, Arthur (2002) [1954], Ramana Maharshi and the Path of Self-Knowledge (PDF), Sri Ramanasramam, Архивирано из оригинала (PDF) 07. 03. 2016. г., Приступљено 11. 11. 2019
- Osborne, Arthur (1959), The Mind of Ramana Maharshi, Jaico Publishing House
- Paranjape, Makarand R. (2009), Another Canon: Indian Texts and Traditions in English, Anthem Press
- Poonja, Sri H. W. L. (2000), The Truth Is, Weiser Books
- Ramana Maharshi (1982), Who am I? (Nan Yar?) (PDF), Tiruvannamalai: Sriramanasasram, Архивирано из оригинала (PDF) 3. 10. 2012. г.
- Rao, P. Rajeswar (1991), The Great Indian Patriots, Volume 2, Mittal Publications
- Renard, Philip (1999), Ramana Upanishad, Utrecht: Servire
- Sadhu Om (2005), The Path of Sri Ramana, Part One (PDF), Tiruvannamalai: Sri Ramana Kshetra, Kanvashrama
- Sadhu Om (2005-B), The Path of Sri Ramana, Part Two (PDF), Tiruvannamalai: Sri Ramana Kshetra, Kanvashrama Проверите вредност парамет(а)ра за датум: |date= (помоћ)
- Sharma, Arvind (1993), The Experiential Dimension of Advaita Vedanta, Motilal Banarsidass Publishers
- Sharma, Arvind (2006), Ramana Maharshi: The Sage of Arunachala, Pinguin, Viking
- Sinari, Ramakant (2000), Advaita and Contemporary Indian Philosophy. In: Chattopadhyana (gen.ed.), "History of Science, Philosophy and Culture in Indian Civilization. Volume II Part 2: Advaita Vedanta", Delhi: Centre for Studies in Civilizations
- Singh, Sarina (2009), Lonely Planet, "South India"
- Sivaramkrishna, M. (2008), Sterling Book of Ramana Maharshi, Sterling Publishers Pvt. Ltd
- Smith, Frederick M. (2012), The Self Possessed: Deity and Spirit Possession in South Asian Literature and Civilization, Columbia University Press
- Sri Ramanasramam (1981), Bhagavan Sri Ramana: a pictorial biography, Sri Ramanasramam
- Sri Ramanasramam (2007), Arunachala's Ramana: Boundless Ocean of Grace, Volume 1, Sri Ramanasramam
- Stein, Burton (2010), A History of India, John Wiley & Sons
- Subramuniyaswami, Sivaya (2003), Dancing with Siva: Hinduism's Contemporary Catechism, Himalayan Academy Publications
- Thompson, Lewis (2011), Fathomless Heart: The Spiritual and Philosophical Reflections of an English Poet-Sage, North Atlantic Books
- Venkataramiah, Munagala (1936), Talks with Sri Ramana Maharshi, Tiruvannamalai: Sri Ramanasramam
- Venkataramiah, Muranagala (2000), Talks With Sri Ramana Maharshi: On Realizing Abiding Peace and Happiness, Inner Directions, ISBN 1-878019-00-7
- Venkataramiah, Muranagala (2006), Talks With Sri Ramana Maharshi (PDF), Sri Ramanasramam, Архивирано из оригинала (PDF) 05. 07. 2010. г., Приступљено 11. 11. 2019
- Visvanathan, Susan (2010), The Children of Nature: The Life and Legacy of Ramana Maharshi. New Delhi: Roli/Lotus
- Wehr, Gerhard (2003), Jung and Steiner: The Birth of a New Psychology, SteinerBooks
- Williamson, Loal (2010), Transcendent in America: Hindu-Inspired Meditation Movements as New Religion, NYU Press
- Zimmer, Heinrich (1948), De weg tot het Zelf. Leer en leven van de Indische heilige, Sri Ramana Maharshi uit Tiruvannamalai, 's Graveland: Uitgeverij De Driehoek
- Venkataramiah, Muranagala (2006), Talks With Sri Ramana Maharshi, Sri Ramanasramam records of upadesa, instructions and answers by Ramana Maharshi in response to visitors
- Godman, David (1994), Living by the Words of Bhagavan, Tiruvannamalai: Sri Annamalai Swami Ashram Trust
- Narasimha, Swami (1993), Self Realisation: The Life and Teachings of Sri Ramana Maharshi, Sri Ramanasraman
- Osborne, Arthur (2002) [1954], Ramana Maharshi and the Path of Self-Knowledge (PDF), Sri Ramanasramam, Архивирано из оригинала (PDF) 07. 03. 2016. г., Приступљено 11. 11. 2019
- Ebert, Gabriele (2006), Ramana Maharshi: His Life, Lulu.com
- Friesen, J. Glenn (2006). „Ramana Maharshi: Hindu and non-Hindu Interpretations of a jivanmukta” (PDF).
- David Godman, Paul Brunton's Background, a critique of Friesen's analysis
- Edwards, Alan (2012), Ramana Maharshi and the Colonial Encounter. Master Thesis, Victoria University of Wellington (PDF)
- G.K. Pillai (2015), Monks are from Meditating Monkeys: Unravelling the Algorithm of True Spiritual Awakening
- Shourie, Arun (2017), Two Saints: Speculations around and about Ramakrishna Paramahamsa and Ramana Maharishi., Harper Collins.

## Spoljašnje veze
- Ramana Maharši na veb-sajtu  (језик: енглески)
- Ramana Maharši на сајту Internet Archive (језик: енглески)